# Stanisław Kosmal
Stanisław Kosmal (ur. 20 listopada 1944 w Rogowie) – polski prawnik, sędzia Izby Wojskowej Sądu Najwyższego w stanie spoczynku, członek i w latach 1991–2014 wiceprzewodniczący Państwowej Komisji Wyborczej.

## Życiorys
Wstąpił do Polskiej Zjednoczonej Partii Robotniczej. Ukończył z wyróżnieniem Wieczorowy Uniwersytet Marksizmu-Leninizmu, a w 1966 Wydział Prawa i Administracji Uniwersytetu Mikołaja Kopernika w Toruniu. W latach 1966—1968 odbył aplikację sądową w okręgu Sądu Wojewódzkiego w Kielcach, od listopada 1968 asesor Sądu Powiatowego w Końskich.
W latach 1971–2003 pełnił służbę wojskową i pracował w sądownictwie wojskowym, osiągając stopień pułkownika. Od 1971 orzekał w Wojskowym Sądzie Garnizonowym w Zielonej Górze. Od 1976 sędzia w Biurze Nadzoru Pozainstancyjnego przy Izbie Wojskowej Sądu Najwyższego, a od 1982 sędzia tej izby. Od 1990 do 2003 pozostawał zastępcą przewodniczącego Izby Wojskowej SN, następnie przewodniczący wydziału. Wysuwano wobec niego oskarżenia o skazywanie działaczy opozycyjnych za działania w stanie wojennym, jednocześnie w 1990 wydał wyrok rehabilitujący rotmistrza Witolda Pileckiego.
W 1990 został członkiem Państwowej Komisji Wyborczej (w 1991 przekształconej w stały urząd), od 1991 zajmował funkcję jej wiceprzewodniczącego. Zakończył pełnienie funkcji 20 listopada 2014, gdy ukończył 70 lat (w ciągu kilku kolejnych dni niemal cały skład PKW podał się do dymisji w związku z nieprawidłowościami przy wyborach samorządowych). W sierpniu 2019 na wniosek Instytutu Pamięci Narodowej Sąd Najwyższy wyraził zgodę na pociągnięcie go do odpowiedzialności w związku z wyrokiem z lat 80., w którym podtrzymał skazanie za krytykę stanu wojennego.

## Odznaczenia
Odznaczony Krzyżem Oficerskim (2000) i Kawalerskim (1990) Orderu Odrodzenia Polski, a także Złotym (1983) i Srebrnym (1978) Krzyżem Zasługi, a także medalami Ministerstwa Obrony Narodowej.

## Życie prywatne
Żonaty, ma córkę i syna.